# Lijst van spelers van Nottingham Forest FC
Deze lijst omvat voetballers die bij de Engelse voetbalclub Nottingham Forest FC spelen of gespeeld hebben. De spelers zijn alfabetisch gerangschikt.

## A
- Einar Jan Aas
- Dele Adebola
- Junior Agogo
- Chris Allen
- Bernard Allou
- Paul Anderson
- Viv Anderson
- Craig Armstrong
- Daniel Sanchez

## B
- Eddie Baily
- Joe Baker
- Garry Bannister
- Paul Bannon
- Alexander Barbour
- Nick Barmby
- Chris Bart-Williams
- Felix Bastians
- Jim Baxter
- Dave Beasant
- James Beaumont
- Francis Benali
- Hamza Bencherif
- Julian Bennett
- Andrew Bernal
- Ryan Bertrand
- Garry Birtles
- Kingsley Black
- Dexter Blackstock
- Robert Blake
- Stephen Blatherwick
- George Boateng
- Matt Bodkin
- Lars Bohinen
- Thierry Bonalair
- Eugen Bopp
- Stan Bowles
- Ian Bowyer
- George Boyd
- Kris Boyd
- Ian Breckin
- Jim Brennan
- Hans van Breukelen
- Kenny Burns
- Frank Burton
- Ian Butterworth
- Mark Byrne
- Neill Byrne

## C
- Colin Calderwood
- John Calvey
- Lee Camp
- David Campbell
- Kevin Campbell
- Franz Carr
- Jimmy Chambers
- Luke Chambers
- Lee Chapman
- Gary Charles
- Stephen Chettle
- Michael Chopra
- Frank Clark
- Sammy Clingan
- Nigel Clough
- Chris Cohen
- Andy Cole
- Stan Collymore
- Kris Commons
- Colin Cooper
- Peter Cormack
- Fay Coyle
- Mark Crossley
- Danny Cullip
- John Curtis

## D
- Eugène Dadi
- Thomas Danks
- Jean-Claude Darcheville
- Karl Darlow
- Peter Davenport
- Alan Davidson
- Arron Davies
- Andy Dawson
- Kevin Dawson
- Michael Dawson
- Miah Dennehy
- Matt Derbyshire
- Shaun Derry
- Rafik Djebbour
- Scott Dobie
- Chris Doig
- Colin Doyle
- Sean Dyche

## E
- Nicky Eaden
- Robert Earnshaw
- Gareth Edds
- Christian Edwards
- Paul Evans

## F
- Chris Fairclough
- Justin Fashanu
- Vincent Fernandez
- Alan Fettis
- John Filan
- Robbie Findley
- Gary Fleming
- Carl Fletcher
- Yoann Folly
- Frank Forman
- Fred Forman
- Pascal Formann
- Trevor Francis
- Dougie Freedman
- David Freeman
- Kieron Freeman
- David Friio

## G
- Paddy Gamble
- Andy Gara
- Ross Gardner
- Joe Garner
- Benjamin Gavanon
- Tommy Gaynor
- Archie Gemmill
- Scot Gemmill
- Charlie George
- Paul Gerrard
- Robbie Gibbons
- Phil Gilchrist
- Mark Goodlad
- Arthur Goodyer
- Richard Gough
- Tommy Graham
- Andy Gray
- Frank Gray
- Arthur Green
- Jonathan Greening
- Steve Guinan
- Bryn Gunn
- Brynjar Gunnarsson
- Chris Gunter

## H
- Alf-Inge Håland
- Stephen Hale
- Marcus Hall
- Jack Hanna
- Marlon Harewood
- John Harkes
- Neil Harris
- Paul Hart
- Joe Heath
- Terry Hennessey
- James Henry
- Alexander Higgins
- Alan Hinton
- Kevin Hitchcock
- Jon-Olav Hjelde
- Trevor Hockey
- Steve Hodge
- Glyn Hodges
- David Hollins
- Gary Holt
- Grant Holt
- Pierre van Hooijdonk
- Liam Hook
- Will Hoskins
- Russell Hoult
- Stephen Howe
- Darren Huckerby
- Robert Hughes

## I
- Stuart Imlach
- Andy Impey
- James Iremonger

## J
- Tommy Jackson
- Kevin James
- Nigel Jemson
- Jermaine Jenas
- Samuel Jennings
- Nikola Jerkan
- Eoin Jess
- Stern John
- Andy Johnson
- David Johnson
- Albert Jones
- Charles Jones
- David Jones
- Gary Jones
- Harry Jones
- Thomas Jones

## K
- Roy Keane
- Mick Kear
- Liam Kearney
- Noel Kelly
- Ian Kilford
- Marlon King
- Paul Konchesky
- Demitrios Konstantopoulos

## L
- Bill Lambton
- Henri Lansbury
- Jamaal Lascelles
- Jason Lee
- John Leighton
- Neil Lennon
- Jack Lester
- Henry Linacre
- Tinsley Lindley
- Larry Lloyd
- Matt Lockwood
- Renan Lodi
- Matthieu Louis-Jean
- Edwin Luntley
- Joel Lynch
- Des Lyttle

## M
- Alan Mahood
- Radosław Majewski
- Andy Marriott
- Davy Martin
- Lee Martin
- Orel Mangala
- Salvatore Matrecano
- Jesper Mattsson
- Neil McCallum
- Craig McClean
- Garath McCleary
- David McGoldrick
- John McGovern
- Paul McGregor
- Lewis McGugan
- Jim McInally
- Thomas McInnes
- Paul McKenna
- Duncan McKenzie
- Jimmy McKnight
- Stephen McPhail
- John McPherson
- Gary McSheffrey
- Danny Meadows
- Gary Megson
- Stephen Melton
- Andy Melville
- Carlos Merino
- John Metgod
- Ishmael Miller
- Gary Mills
- Brendan Moloney
- Gerry Morgan
- Wesley Morgan
- Arthur Morris
- Guy Moussi

## N
- Pat Nelis
- Adam Newbold
- Adam Nowland

## O
- Frank O'Donnell
- John O'Hare
- Liam O'Kane
- Brian O'Neil
- Martin O'Neill
- Ben Olsen
- Þorvaldur Örlygsson
- Brett Ormerod
- Ben Osborn
- Isaiah Osbourne
- Kjetil Osvold
- Davy Oyen

## P
- Gino Padula
- Carlton Palmer
- Garry Parker
- Marco Pascolo
- Stuart Pearce
- Rune Pedersen
- James Perch
- Lutz Pfannenstiel
- David Phillips
- Jon-Paul Pittman
- David Platt
- Raimondo Ponte
- Hugo Porfirio
- Darryl Powell
- Alan Power
- Marc Proctor
- Adam Proudlock
- David Prutton

## Q
- Nigel Quashie

## R
- Aaron Ramsey
- Shane Redmond
- Ronnie Rees
- Andy Reid
- James Reid
- Brian Rice
- Charles Richards
- Jürgen Röber
- Dale Roberts
- Gregor Robertson
- John Robertson
- Barry Roche
- Nialle Rodney
- Alan Rogers
- Bryan Roy

## S
- John Sands
- Dean Saunders
- Riccardo Scimeca
- Hans Segers
- Matz Sels
- John Sheridan
- Teddy Sheringham
- Peter Shilton
- Neil Shipperley
- Nicky Shorey
- Andrea Silenzi
- Emile Sinclair
- Albert Smith
- Paul Smith
- Paul Smith
- Danny Sonner
- Nicky Southall
- Reece Staples
- Ståle Stensaas
- Michael Stewart
- Steve Stone
- Ian Storey-Moore
- Nicky Summerbee
- Kenny Swain

## T
- David Tarka
- Gareth Taylor
- John Terry
- Frans Thijssen
- Geoff Thomas
- Ian Thomas-Moore
- John Thompson
- Matt Thornhill
- Colin Todd
- Simon Tracey
- Marcus Tudgay
- Iain Turner
- Nathan Tyson

## U
- Matthew Upson

## V
- Anthony Vaughan

## W
- Des Walker
- Duncan Walker
- Darren Ward
- Vance Warner
- Karlton Watson
- Neil Webb
- Spencer Weir-Daley
- Enoch West
- Craig Westcarr
- Sam Widdowson
- Frank Wignall
- Gareth Williams
- Danny Wilson
- Kelvin Wilson
- Peter Withe
- Ian Woan
- Tony Woodcock
- Alan Wright
- Ian Wright
- Tommy Wright
- Shaun Wright-Phillips

## Y
- Willie Young